# 魚浚善
魚 浚善（オ・ジュンソン、朝鮮語: 어준선、1937年5月5日 - 2022年8月4日）は、大韓民国の実業家、政治家。安国薬品会長・名誉会長、第15代韓国国会議員を歴任した。
本貫は咸従魚氏。号は海宇（ヘウ、해우/海宇）。

## 経歴
日本統治時代の忠清北道報恩郡炭釜面出身。大田高等学校、中央大学校経済学科卒。ソウル大学校経営大学最高経営者課程修了（第14期）。ソウル薬品派遣管理理事・営業常務理事を経て、1969年に安国薬品を1億ウォン台で買収して、同社代表取締役会長を務めた。他は韓国青年会議所研修院長、大韓薬品工業協同組合理事長、韓国製薬協会諮問委員、安国薬品名誉会長、第15代国会財政経済委員・保健福祉委員、第2期労使政委員会委員、自民連忠清北道党委員長、IMFによる韓国救済時の経済聴聞会特別委員会幹事委員、国会予算決算特別委員会委員・企業構造調整および失業対策委員会幹事委員を務めた。第13代総選挙から第16代総選挙までの間に毎回の総選挙に報恩・沃川・永同選挙区から出馬したが、1996年の第15代総選挙だけで自由民主連合の候補として当選した。アジア通貨危機の時は国会議員として、韓国国内の企業が安値で外国に売られるのを防ぐ「資産再評価法改正案」を発議し、通過させた。また、医薬分業による市場の混乱を最小化するため、同制度の施行を1年間延期させた。2000年の第16代総選挙では自民連の候補を朴俊炳に譲って無所属で出馬したが、落選したため政界を引退し、会社の経営に専念したほか、故郷の報恩郡の学生の奨学事業も行った。
2022年8月4日早朝、持病により死去した。享年85。

## エピソード
朝鮮末期の政治家の魚允中とは親等がかなり離れる遠い親戚だが、同姓で出身地も近い同郷であるため、両家族は親戚のような間柄である。魚浚善の祖父は三升面にある魚允中の1人息子の魚英善の家庭教師を務めた。また、魚浚善が中央大学校在学中、魚允中の孫の魚江のソウル市黒石洞の自宅に下宿をした。
大韓薬品工業協同組合理事長在任中、華城市にある郷南製薬工業団地を造成し、入居企業にKGMP施設を導入させたことに貢献をした。
1975年、東亜日報で広告弾圧事件が発生した時、中央情報部に呼び出されても、同社の広告の正当性を主張して屈服しなかったため、政府の弾圧を受けた。
魚の下で、安国薬品は常に新薬の開発に注力していた。2006年発売の高血圧治療薬はファイザーがノルバスクの特許を侵害したとして訴えられたが、2年間の審理を経て安国薬品側が勝訴した。2010年代には医薬品開発以外に、バイオ分野にも参入した。